# براد بيري
براد بيري هو لاعب هوكي الجليد كندي، ولد في 1 أبريل 1965 في Bashaw, Alberta ‏ في كندا.

## وصلات خارجية
- براد بيري على موقع دوري الهوكي الوطني (الإنجليزية)
- براد بيري على موقع قاعة مشاهير الهوكي (لاعب أن.إتش.أل) (الإنجليزية)
- براد بيري على موقع EliteProspects.com (الإنجليزية)
- براد بيري على موقع HockeyDB.com (الإنجليزية)
- براد بيري على موقع Hockey-Reference.com (الإنجليزية)